# Dolina Juraniowa

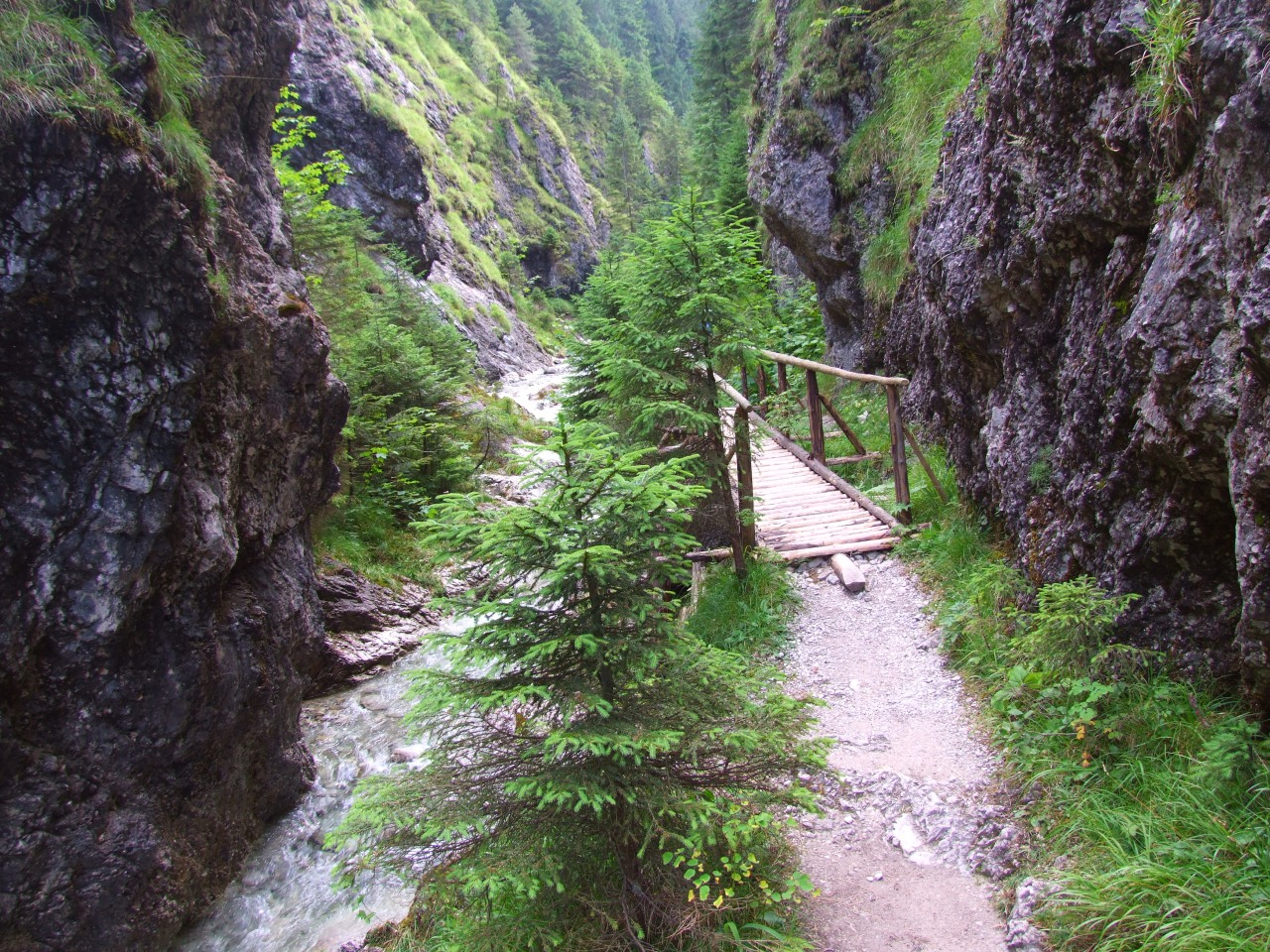
Juraniowa Cieśniawa

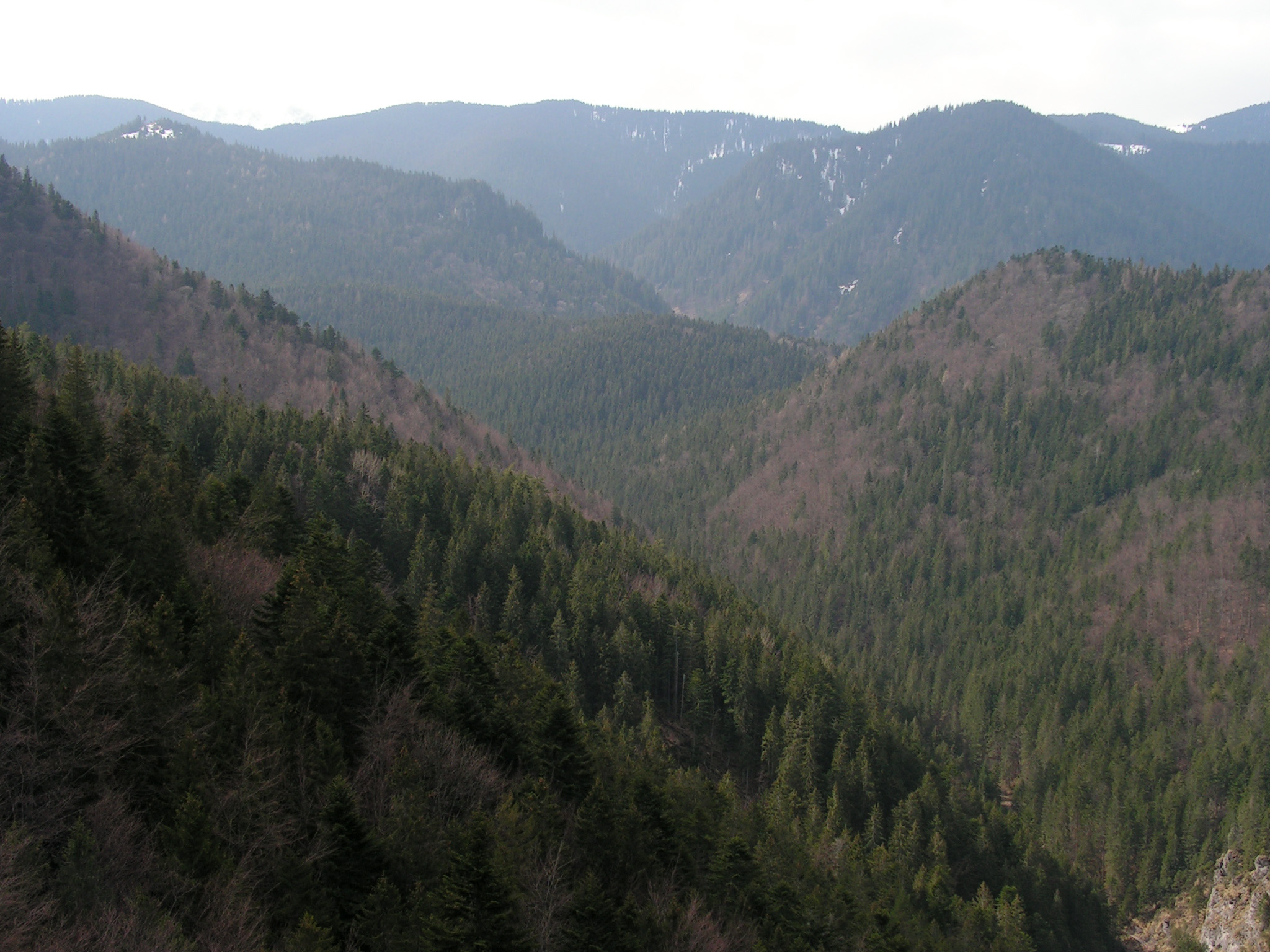
Widok na Dolinę Juraniową z masywu Czaplowego Wierchu

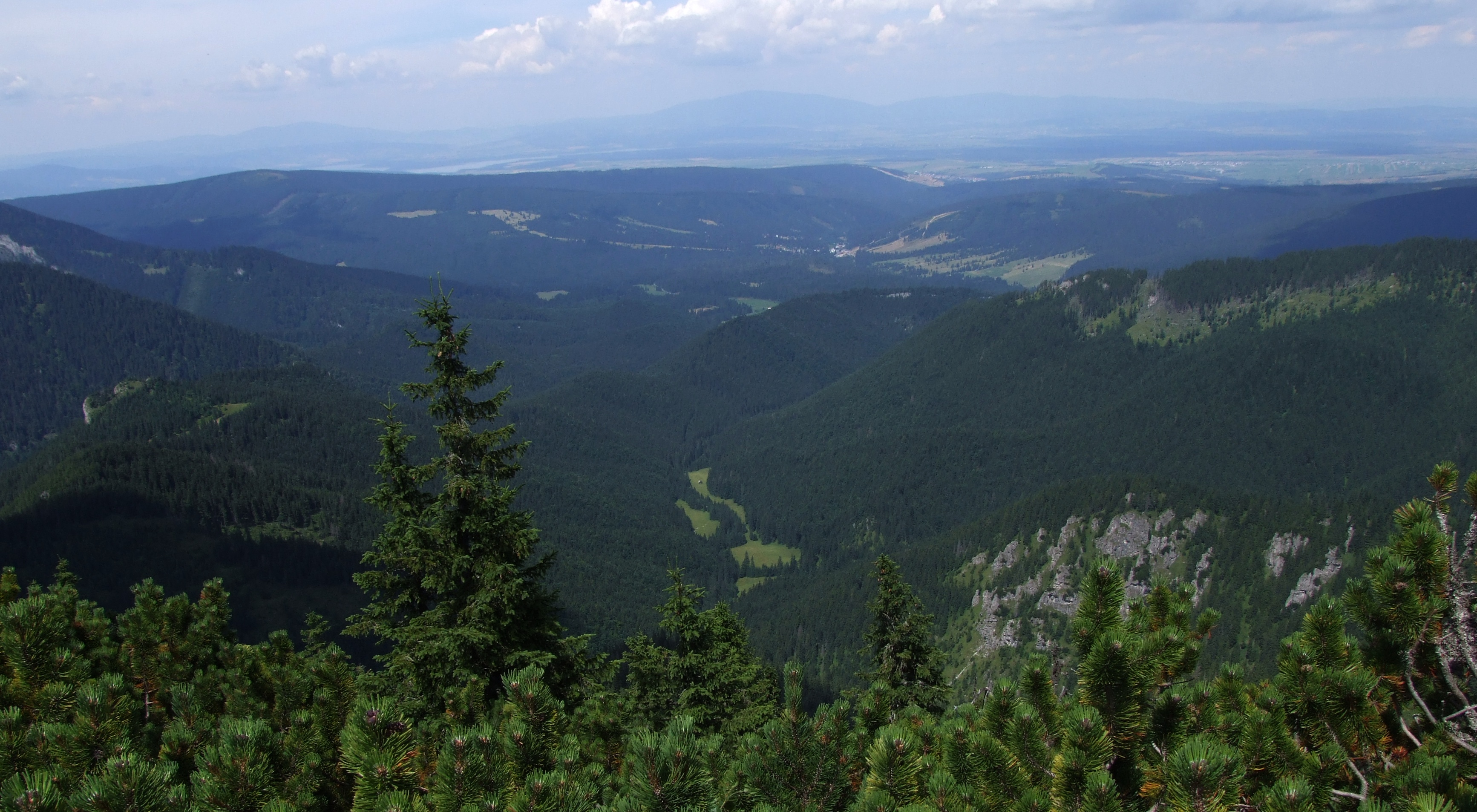
Widok na Dolinę Juraniową z Bobrowca

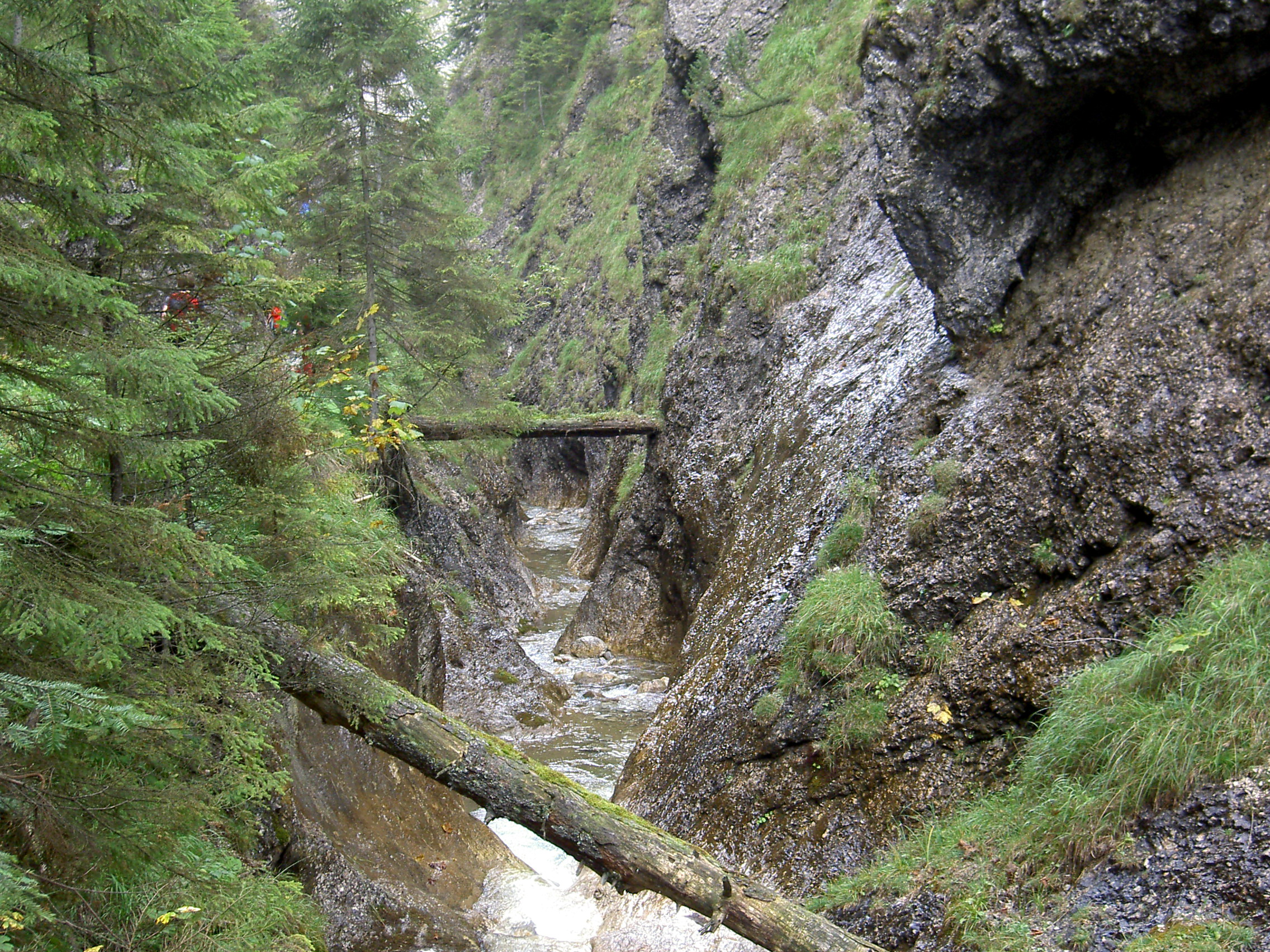
Ostatnie zachowane belki dawnego pomostu (fot. z 2005 r.)

Dolina Juraniowa (słow. Juráňova dolina) – dolina w słowackich Tatrach Zachodnich. Jest największym odgałęzieniem Doliny Cichej Orawskiej. Dawniej nazywana była też Doliną Lieskowską.

## Topografia
Dolina Juraniowa zajmuje powierzchnię ok. 4,3 km², a jej długość to 4 km. Wylot znajduje się na wysokości ok. 860 m n.p.m. na południowym krańcu Szatanowej Polany (Šatanová). Dolna część doliny jest wąska i tworzy na długości ok. 1000 metrów wąwóz skalny zwany Juraniową Cieśniawą (Tiesňavy). Utworzył się on między dolomitowymi urwiskami Jeżowego Wierchu (Ježov vrch) na zachodzie i Czaplowego Wierchu (Čaplovka) na wschodzie. Powyżej wąwozu dolina rozszerza się, a jej dno zajmują dwie długie polany – leżąca na wysokości ok. 935–960 m n.p.m. Sywarna Polana i położona tuż na południe od niej Juraniowa Polana (ok. 965–1070 m n.p.m.). W południowo-wschodniej części tej ostatniej Dolina Juraniowa dzieli się na dwie odnogi: główną, południowo-wschodnią, podchodzącą pod szczyt Bobrowca (Bobrovec), oraz boczną, północno-wschodnią, podchodzącą pod Furkaskę (Veľká Furkaska). Boczna gałąź zwie się Jaworzynką Juraniową i oddzielona jest od głównej grzbietem Wałowca (Válovec) odchodzącym na północny zachód tuż powyżej Juraniowej Przełęczy (sedlo Príslop). Najwyższym punktem w otoczeniu doliny jest Bobrowiec – 1658 m n.p.m.
Dolina Juraniowa graniczy:
- od zachodu z Doliną Bobrowiecką, rozdziela je grzbiet biegnący od Jamborowego Wierchu przez Jamborową Skałkę (słow. Skalka) i Umarłą Przełęcz (słow. sedlo Umrlá) po Jeżowy Wierch;
- od południowego wschodu z Doliną Chochołowską, rozdziela je grzbiet biegnący od Jamborowego Wierchu przez Bobrowiec, Juraniową Przełęcz i Parzątczak po Furkaskę;
- od północnego wschodu z Doliną Furkaską i z Doliną Czaplową, granicę z Doliną Furkaską stanowi fragment płn.-zach. ramienia Furkaski (Juraniowe), a granicę z Doliną Czaplową dalsza (niższa) część tego ramienia i masyw Czaplowego Wierchu.

Głównym ciekiem wodnym doliny jest Juraniowy Potok (Juráňov potok).
W czasie plejstocenu (epoki lodowej) Dolina Juraniowa nie uległa zlodowaceniu.

## Historia
Nazwa doliny pochodzi prawdopodobnie od nazwiska Juran występującego w XVII wieku w miejscowości Liesek na Orawie, do której należały pastwiska w Dolinie Juraniowej. W drugiej połowie XVIII wieku wydobywano w niej rudę żelaza, transportowaną na dół przez Umarłą Przełęcz. W latach 1885–1886, w celu ułatwienia wywozu drewna z górnych partii doliny, zbudowano w Juraniowej Cieśniawie drewniany pomost, ułożony na belkach rozpiętych w poprzek koryta potoku. Pomost zakrywał koryto potoku na długości 903 metrów. Służył do czasów I wojny światowej. Później, nieremontowany, niszczał coraz bardziej podczas wiosennych wezbrań i powodzi. Uległ całkowitemu zniszczeniu w czasie powodzi w 1934 r. Rok później oddział KČST z Twardoszyna zbudował obecną ścieżkę, miejscami wyciosaną w skale.

## Ochrona doliny
Całość doliny objęta została w 1974 r. ścisłym rezerwatem przyrody „Juráňova dolina”. Utworzono go w celu ochrony skalnego wąwozu z wodospadami i marmitami, bogatej roślinności górskiej i fragmentów lasu o charakterze pierwotnym. W Juraniowej Cieśniawie znajduje się jedno z najniżej usytuowanych (880 m n.p.m.) naturalnych stanowisk kosodrzewiny w Karpatach. W 1987 r. dolina weszła razem z większą częścią słowackich Tatr Zachodnich w skład TANAP-u.

## Szlaki turystyczne
– czerwony szlak z Orawic przez Juraniową Cieśniawę na Umarłą Przełęcz. Czas przejścia: 1:45 h, ↓ 1:30 h.
Szlak zielony biegnący z Umarłej Przełęczy przez środkową część doliny na Juraniową Przełęcz i Bobrowiec został w roku 2008 zamknięty, aby utworzyć strefę bez obecności człowieka dla występujących tu zwierząt, zwłaszcza dużych drapieżników. Powodem była też obawa przed zwiększeniem się ruchu turystycznego w dolinie po wejściu Polski i Słowacji do układu z Schengen.